# Кадьяк (медведь)
Кадья́к (лат. Ursus arctos middendorffi) — подвид бурых медведей, обитающий на острове Ка́дьяк и других островах Ка́дьякского архипелага у южного побережья Аляски. Один из самых крупных хищников в мире, живущих на суше.

## Внешние признаки
Кадьяки достигают длины до 2,8 метров и до 1,6 метра высоты в холке. Вес самых массивных экземпляров превышает полтонны. Самый крупный кадьяк весил 780 кг.
Кадьяки являются самым крупным подвидом бурых медведей — в местах их обитания короткая зима и обилие пищи. Они располагают типичным для бурых медведей телосложением с компактным и мускулистым туловищем, длинными и сильными конечностями и массивной головой. Широко расставленные глаза имеют карий цвет. Подошвы задних лап покрыты грубой кожей, поэтому защищают медведя от влаги и холода. Хвост у кадьяков, как и у всех медведей, очень короткий.

## Образ жизни
Образ жизни кадьяков в целом соответствует образу жизни других бурых медведей. Они живут поодиночке, но ареалы существенно меньше ареалов медведей в остальных частях Северной Америки. Во время холодных месяцев они впадают в зимнюю спячку. Кадьяки являются всеядными животными и могут питаться как травами, ягодами и корешками, так и мясом и падалью. Важную роль в их питании играет рыба. Во время нерестовых миграций лосося летом и осенью десятки кадьяков собираются в мелководных реках, чтобы доставать рыбу из воды или ловить её в воздухе, когда та выпрыгивает, преодолевая пороги.
Размножение кадьяков также напоминает поведение других бурых медведей. Спаривание проходит, как правило, в июне или июле, однако оплодотворённая яйцеклетка начинает развиваться лишь в ноябре. Во время зимней спячки в январе или феврале на свет появляются от одного до трёх детёнышей. Молодняк остаётся при матери вплоть до трёхлетнего возраста. Она перестает их кормить, и в ее организме происходят гормональные изменения, которые меняют и ее настроение. Медведица начинает бить, кусать и рычать на медвежат, пока они не уйдут. Только половина малышей доживает до взрослого возраста.
Кадьяки не защищают свою территорию, хотя у каждого она есть. Участки самцов в несколько раз превышают участки самок.

## Систематика
В данный момент наукой признаются лишь два современных подвида бурых медведей в Северной Америке: кадьяк и гризли. Переходы между ними, однако, плавные. Медведи на южном побережье Аляски по своим размерам почти идентичны кадьяку и ведут схожий образ жизни. Дополнительную информацию можно получить в статье про бурых медведей.

## Кадьяк и человек
Из-за охоты популяция кадьяков сильно сократилась, и в 1941 году они были взяты под защиту государства. Сегодня в год разрешено отстреливать 160 особей, а общая численность кадьяков оценивается в 3000 животных. Кадьяк привлекает туристов. Но люди могут отпугнуть зверя, и тогда он не наберёт достаточно веса перед зимней спячкой.
Изучением этого подвида медведей занимается экологический активист Крис Морган.
Кадьяком был и самый знаменитый медведь, снимавшийся в кино, по кличке Барт. Он играл важные роли в фильмах «Медведь» и «На грани».
В 2016 году чешская автомобильная компания Škoda Auto запустила производство модели Kodiaq, названной в честь медведя-кадьяка.
В 1993 году компания Кольт выпустила лимитированную серию (около 2000 экземпляров) крупнокалиберного револьвера с названием Кадьяк.